# Bamble
Bamble é uma comuna da Noruega, com 300 km² de área e 14 163 habitantes (censo de 2004).         